# Salam al-Zobaïe
Salam al-Zobaïe (en arabe : سلام الزوبعي), né en 1959 à Bagdad et mort le 19 décembre 2022 en Inde, est un homme politique irakien. Second vice-premier ministre depuis le 20 mai 2006. Il est membre du Front de la Concorde.
Il occupe du 20 mai au 8 juin 2006, le poste de ministre de la Défense par intérim.
Le 23 mars 2007, il est victime d'un double attentat à la voiture piégée qui a lieu près de son domicile. Dans cet attentat quatre personnes ont été tués dont Moufid Abdel Zahra, conseiller du premier ministre Nouri al-Maliki pour le sud de l'Irak et dix autres ont été blessés dont Salam al-Zobaïe qui a aussitôt été transféré dans un hôpital américain de la zone verte où il est opéré. Transféré dans un hôpital d'Amman en Jordanie pour suivre un traitement, il en sort le 3 avril.